# すーぱーぷーばぁー!!
すーぱーぷーばぁー!!は、関西を中心に活動している日本の女性アイドルグループである。略称はすぷば。Nord Tune Records所属。
2022年9月4日以前の名称はすーぱープーばぁー!!。

## 概要
Nord Tune Records所属のアイドルグループ、カラフルスクリームの研修生より生まれたアイドルグループである。
メンバーはすべてNord Tune Recordsの研修生「ぴゅあふるすくりーむ」(2021年2月21日以前の名称は「カラフルスクリーム研修生」)を経験した後加入のルートとなっている。
カラフルスクリーム研修生(ぴゅあふるすくりーむ)は、イメージカラーがなく、メンバー名は下の名前のみ・ひらがなであるが、
すーぱーぷーばぁー!!に加入したのち、イメージカラーが設定され、フルネームでの呼称に変わる。
アルファベット表記は「super-pouvoir」であり、フランス語で「なんでもできる」という意味をもつ。「やろうと思えばなんでもできる!!」を合言葉としている。
オリジナル楽曲が少なかった結成当初は、カラフルスクリームの持ち歌をライブで披露していた。
ファンの呼称はぷーみん。

## メンバー
| 名前                            | カラー             | 生年月日               | 愛称                               | 加入年月日    | 備考                                                                            |
| ------------------------------- | ------------------ | ---------------------- | ---------------------------------- | ------------- | ------------------------------------------------------------------------------- |
| 天羽生 茜 （あもう あかね）     | シャルムラベンダー | 2001年1月26日（24歳）  | あかねん・やねん                   | 2021年5月3日  | 2022年1月23日以前のイメージカラーは■フラムオレンジ。                            |
| 藤堂 未渚 （とうどう みな）     | キャメリアレッド   | 2004年2月26日（21歳）  | みなちゃん・おみな                 | 2021年5月3日  | Fine Promotion所属 2022年1月23日以前のイメージカラーは■テュルコワーズグリーン。 |
| 上條 奈夏 （かみじょう なな）   | プチボヌールブルー | 2000年6月9日（24歳）   | ななちゃん・ななてゃん             | 2022年4月23日 |                                                                                 |
| 妃奈乃 愛莉 （ひなの あいり）   | あむーるみんと     | 2000年9月17日（24歳）  | あいりちゃん・あいぽん・あいふぉん | 2022年8月1日  |                                                                                 |
| 恋恋乃春 りお （ここのは りお） | アトレぴんく       | 2002年4月22日（23歳）  | りおちゃん・りおぽん               | 2023年10月4日 |                                                                                 |
| 夏野 乃ノ楓 （かの ののか）     | しゅくるんほわいと | 2002年7月28日（22歳）  | ののかちゃん・のかちん             | 2023年10月4日 |                                                                                 |
| 星宮ゆりか （ほしみや ゆりか）  | べべジョワオレンジ | 2009年2月25日（16歳）  | ゆりかちゃん・ゆり坊               | 2023年10月4日 |                                                                                 |
| 暁月ヒナタ （あかつき ひなた）  | ソレイユゴールド   | 2003年11月24日（21歳） | ひなたちゃん・ぴーちゃん           | 2024年7月31日 |                                                                                 |

### 旧メンバー
| 名前                            | カラー           | 生年月日               | 愛称                             | 加入年月日    | 脱退年月日    | 備考                                                                 |
| ------------------------------- | ---------------- | ---------------------- | -------------------------------- | ------------- | ------------- | -------------------------------------------------------------------- |
| 細川 まりな （ほそかわ まりな） | フルールパープル | 2000年11月29日（24歳） | まりなちゃん・まりな             | 2021年2月21日 | 2021年11月4日 | A-Lightに所属していた。 第12回ミスヤングチャンピオン2021準グランプリ |
| 佐藤 麗奈 （さとう れいな）     | サンライズレッド | 2004年4月20日（21歳）  | れいな・れーなたん               | 2020年8月22日 | 2022年1月21日 | 初代リーダー                                                         |
| 月ヶ瀬 楓 （つきがせ かえで）   | マリーヌブルー   | 2004年1月31日（21歳）  | かえでちゃん・がっせー           | 2020年8月22日 | 2022年1月21日 |                                                                      |
| 津宮乃 萌 （つくの もえ）       | プッサンイエロー | 1999年5月3日（26歳）   | もえちゃん・もえち               | 2020年8月22日 | 2022年4月15日 |                                                                      |
| 心々優 杏果 （ここあ ももか）   | ぷちっとピンク   | 1998年1月1日（27歳）   | ももかちゃん・ももちゃん・ももか | 2021年5月3日  | 2023年2月1日  | Fine Promotionに所属していた。                                       |
| 叶望 まゆ香 （かなみ まゆか）   | スゥリールれもん | 2000年6月7日（24歳）   | まゆかちゃん・まちゃん           | 2022年8月1日  | 2024年5月20日 |                                                                      |

## 略歴

### 2020年
- 8月22日 カラフルスクリーム研修生であった佐藤 麗奈・月ヶ瀬 楓・津宮乃 萌の3人でデビュー。ワンマンライブ「# すすめ!!!本日革命研修生0822」を「すーぱープーばぁー!!」名義で実施[2]。

### 2021年
- 1月11日 Mカード「すーぱープーばぁー!!」発売。(収録曲:ぴゅあふるロード/迷宮DANCE)[3]
- 2月21日 細川 まりな加入。4人体制になる[4]。
- 5月3日 心々優 杏果・天羽生 茜・藤堂 未渚加入。7人体制になる[5]。
- 7月18日 2ndワンマン「どんちゃん騒いでごめんな祭0718」開催。
- 11月4日 細川 まりな脱退。6人体制になる[6]。

### 2022年
- 1月21日 佐藤 麗奈・月ヶ瀬 楓卒業。4人体制になる[7]。
- 1月23日 天羽生 茜・藤堂 未渚のイメージカラー変更。
- 4月15日 津宮乃 萌卒業。3人体制になる[8]。
- 4月23日 上條 奈夏加入。4人体制になる[9]。新曲「パーリーLOVE!!!!」初披露。
- 8月1日 叶望 まゆ香・妃奈乃 愛莉加入。6人体制になる[10]。
- 9月4日 2周年ワンマン「Wow!!!! すーぱー☆みらくるモード!!～2周年もすプばとぅYearほいッ～」開催。この日をもってグループ名をすーぱーぷーばぁー!!に変更。

### 2023年
- 2月1日 心々優 杏果脱退。5人体制になる[11]。
- 2月12日 1stアルバム「パーリータイム」発売。レコ発ワンマン「すーぱーぷーばぁー!! Let' Chu♡レコ発『寝ても覚めてもパーリータイム!?』」開催[12]。
- 9月4日 BIGCATワンマン「すぷばにすた」開催[13]。動員チャレンジの結果、412人を動員し、東名阪ツアーの開催が決定[14]。
- 10月4日 恋恋乃春 りお、夏野 乃ノ楓、星宮 ゆりか加入。8人体制になる[15]。
- 12月17日 9月4日に開催が決定したツアー「すーぱーぷーばぁー!!5都市ツアー ウェイウェイスター」の詳細を発表。当初予定の東京・名古屋・大阪の3都市から、京都・神戸を追加した5都市での開催が決定[16]。

### 2024年
- 2月12日 「すーぱーぷーばぁー!!5都市ツアー ウェイウェイスター」がKYOTO MUSEからスタート[17]。
- 4月22日 「すーぱーぷーばぁー!!5都市ツアー ウェイウェイスター」ファイナル公演をBIG CATにて開催[18]。
- 5月20日 叶望 まゆ香脱退。7人体制になる[19]。
- 7月31日 暁月 ヒナタ加入。8人体制になる[20]。同日の「すーぱーぷーばぁー‼︎新体制お披露目ライブ」にて、新曲「ロマンス恋気圧」初披露[21]。
- 10月10日 夏野 乃ノ楓が国家試験受験のため、12月1日～翌年2月21日までの休業を発表[22]。
- 11月30日 「僕らだけのMUSIC」「ぱっぱかパラダイス」「ウェイウェイ☆Star号」「無敵はっぴーらんど」「ロマンス恋気圧」の5曲が配信リリース開始[23]。「僕らだけのMUSIC」以外は初音源化。
- 11月30日 「すーぱーノンストップライブ‼︎ ☆やろうと思えばなんでもできる☆」にて、翌年4月に大阪、5月に東京でグループ最大級の会場でのワンマンライブ開催が発表される[24]。また、このライブを最後に夏野乃ノ楓が休業に入り[25]、一時的に7人体制になる。
- 12月25日 「ノースサウンド祭 クリスマスSP」にて、新曲「WR-102」を初披露[26]。

### 2025年
- 2月22日 国家試験受験のため休業していた夏野乃ノ楓が復帰[27]。8人体制に戻る。
- 2月23日 「#ドマけし協奏曲 -大阪-DAY2」にて、新曲「BLAZING GRACE」を初披露[28]。
- 4月1日 ワンマンライブ「SPV魂 〜半端ないワンマン〜」大阪公演をGORILLA HALL OSAKAにて開催[29]。ライブ内にて新曲「Stray Cat Dance」を初披露[30]。
- 5月7日 ワンマンライブ「SPV魂 〜半端ないワンマン〜」東京公演をVeats Shibuyaにて開催[31]。ライブ内にて新曲「Papageno挑飛行」を初披露[32]。

## 楽曲一覧
- ぴゅあふるロード
- 迷宮DANCE
- キュンデレラ物語
- タッタッタタイガーリリー
- ぽっぷこーん☆ロマンス
- Starting Soul
- 7ame → 8ame
- 未来彼女
- ひたむきマーメイド
- パーリーLOVE!!!!
- ピーターパン☆FLIGHT
- 無限らぶ♡YOU
- 拗らせダーリン
- SmiRing
- Sparkry Stage
- 僕らだけのMUSIC
- 好きすぎジャンキー
- ぱっぱかパラダイス
- ウェイウェイ☆Star号
- 無敵はっぴーらんど
- ロマンス恋気圧
- WR-102 (ウォルフ・ライエ いちまるに)
- BLAZING GRACE
- Stray Cat Dance
- Papageno挑飛行

## ディスコグラフィ

### アルバム
| #   | タイトル       | リリース日    | 規格品番 | 収録曲 |
| --- | -------------- | ------------- | -------- | --- |
| 1st | パーリータイム | 2023年2月12日 | NTR-014  | 1. パーリーLOVE!!!! 2. キュンデレラ物語 3. Starting Soul 4. 拗らせダーリン 5. ぴゅあふるロード 6. 未来彼女 7. ぽっぷこーん☆ロマンス 8. ピーターパンFLIGHT 9. ひたむきマーメイド 10. タッタッタタイガーリリー 11. 迷宮Dance 12. 無限らぶ♡YOU |

### Mカード
| タイトル             | リリース日    | 収録曲                           |
| -------------------- | ------------- | -------------------------------- |
| すーぱープーばぁー!! | 2021年1月11日 | 1. ぴゅあふるロード 2. 迷宮Dance |

### シングル
| タイトル         | リリース日   | 備考                                                                         |
| ---------------- | ------------ | ---------------------------------------------------------------------------- |
| パーリーLOVE!!!! | 2022年9月4日 | 「Wow!!!! すーぱー☆みらくるモード!!～2周年もすプばとぅYearほいッ～」にて配布 |
| 僕らだけのMUSIC  | 2023年9月4日 | 「すぷばにすた」にて配布                                                     |

### 配信
| タイトル            | リリース日     |
| ------------------- | -------------- |
| Sparkry Stage       | 2023年11月17日 |
| SmiRing             | 2023年12月1日  |
| 好きすぎジャンキー  | 2023年12月8日  |
| 僕らだけのMUSIC     | 2024年11月30日 |
| ぱっぱかパラダイス  | 2024年11月30日 |
| ウェイウェイ☆Star号 | 2024年11月30日 |
| 無敵はっぴーらんど  | 2024年11月30日 |
| ロマンス恋気圧      | 2024年11月30日 |